# Liste der Naturschutzgebiete im Landkreis Marburg-Biedenkopf
Im hessischen Landkreis Marburg-Biedenkopf gibt es die in der nachstehenden Tabelle aufgeführten Naturschutzgebiete. Naturschutzgebiete, die größer sind als 5 Hektar, werden von der Oberen Naturschutzbehörde ausgewiesen, in diesem Fall dem Regierungspräsidium Gießen. Bei kleineren Naturschutzgebieten ist dafür der Landkreis Marburg-Biedenkopf als Untere Naturschutzbehörde zuständig.
| Name                                             | Bild | Kennung              | Einzelheiten                                                                       | Position | Fläche Hektar | Datum |
| ------------------------------------------------ | ---- | -------------------- | ---------------------------------------------------------------------------------- | -------- | ------------- | ----- |
| Amöneburg                                        |      | 1534001 WDPA: 162200 | OSM-Link zur Kartendarstellung: „Amöneburg“                                        | ⊙        | 32,09         | 1927  |
| Schweinsberger Moor                              |      | 1534002 WDPA: 82573  | Stadtallendorf OSM-Link zur Kartendarstellung: „Schweinsberger Moor“               | ⊙        | 42,51         | 1977  |
| Christenberg                                     | BW   | 1534003 WDPA: 81498  | OSM-Link zur Kartendarstellung: „Christenberg“                                     | ⊙        | 22,29         | 1978  |
| Teufelsgraben                                    |      | 1534004 WDPA: 82698  | OSM-Link zur Kartendarstellung: „Teufelsgraben“                                    | ⊙        | 13,9          | 1979  |
| Kehnaer Trift                                    |      | 1534005 WDPA: 82051  | OSM-Link zur Kartendarstellung: „Kehnaer Trift“                                    | ⊙        | 9,4           | 1980  |
| Speckswinkler Hutewald                           | BW   | 1534006 WDPA: 82607  | OSM-Link zur Kartendarstellung: „Speckswinkler Hutewald“                           | ⊙        | 2,4           | 1981  |
| An der Brachehöll bei Niedereisenhausen          |      | 1534007 WDPA: 162210 | OSM-Link zur Kartendarstellung: „An der Brachehöll bei Niedereisenhausen“          | ⊙        | 4,08          | 1984  |
| Unterm Wolfsberg                                 |      | 1534008 WDPA: 166031 | OSM-Link zur Kartendarstellung: „Unterm Wolfsberg“                                 | ⊙        | 9,65          | 1984  |
| Winshäuser Teich                                 | BW   | 1534009 WDPA: 166332 | OSM-Link zur Kartendarstellung: „Winshäuser Teich“                                 | ⊙        | 11,69         | 1985  |
| Frauenberg bei Beltershausen                     | BW   | 1534010 WDPA: 163142 | OSM-Link zur Kartendarstellung: „Frauenberg bei Beltershausen“                     | ⊙        | 9,81          | 1985  |
| Am Dimberg bei Steinperf                         |      | 1534011 WDPA: 162144 | OSM-Link zur Kartendarstellung: „Am Dimberg bei Steinperf“                         | ⊙        | 48,98         | 1985  |
| Saurasen bei Schweinsberg                        | BW   | 1534012 WDPA: 165340 | OSM-Link zur Kartendarstellung: „Saurasen bei Schweinsberg“                        | ⊙        | 13,59         | 1985  |
| Sohlgrund von Erksdorf                           | BW   | 1534013 WDPA: 165590 | OSM-Link zur Kartendarstellung: „Sohlgrund von Erksdorf“                           | ⊙        | 25,71         | 1987  |
| Franzosenwiesen/Rotes Wasser                     |      | 1534014 WDPA: 163141 | OSM-Link zur Kartendarstellung: „Franzosenwiesen/Rotes Wasser“                     | ⊙        | 89,75         | 1987  |
| Diebskeller/Landgrafenborn                       | BW   | 1534015 WDPA: 162750 | OSM-Link zur Kartendarstellung: „Diebskeller/Landgrafenborn“                       | ⊙        | 22,55         | 1987  |
| Nebeler Hintersprung                             | BW   | 1534016 WDPA: 164766 | OSM-Link zur Kartendarstellung: „Nebeler Hintersprung“                             | ⊙        | 15,14         | 1987  |
| Die Teichwiesen bei Heskem                       | BW   | 1534017 WDPA: 162748 | OSM-Link zur Kartendarstellung: „Die Teichwiesen bei Heskem“                       | ⊙        | 16,25         | 1987  |
| Christenberger Talgrund                          |      | 1534018 WDPA: 162676 | OSM-Link zur Kartendarstellung: „Christenberger Talgrund“                          | ⊙        | 105,42        | 1987  |
| Langer Grund bei Schönstadt                      |      | 1534019 WDPA: 164364 | OSM-Link zur Kartendarstellung: „Langer Grund bei Schönstadt“                      | ⊙        | 21,99         | 1987  |
| In der Teisebach bei Anzefahr                    | BW   | 1534020 WDPA: 163915 | OSM-Link zur Kartendarstellung: „In der Teisebach bei Anzefahr“                    | ⊙        | 12,26         | 1988  |
| Krämersgrund/Konventswiesen                      |      | 1534021 WDPA: 164231 | OSM-Link zur Kartendarstellung: „Krämersgrund/Konventswiesen“                      | ⊙        | 11,15         | 1988  |
| Lahnaltarm von Bellnhausen                       |      | 1534022 WDPA: 164323 | OSM-Link zur Kartendarstellung: „Lahnaltarm von Bellnhausen“                       | ⊙        | 16,39         | 1990  |
| Merzhäuser Teiche                                |      | 1534023 WDPA: 164613 | OSM-Link zur Kartendarstellung: „Merzhäuser Teiche“                                | ⊙        | 19,97         | 1990  |
| Homberg bei Buchenau                             |      | 1534025 WDPA: 163785 | OSM-Link zur Kartendarstellung: „Homberg bei Buchenau“                             | ⊙        | 33,71         | 1990  |
| Lahnknie bei Michelbach                          |      | 1534026 WDPA: 164324 | OSM-Link zur Kartendarstellung: „Lahnknie bei Michelbach“                          | ⊙        | 37,87         | 1991  |
| Die Struth von Bottenhorn                        | BW   | 1534027 WDPA: 162747 | OSM-Link zur Kartendarstellung: „Die Struth von Bottenhorn“                        | ⊙        | 71,02         | 1992  |
| Strickshute von Frechenhausen                    | BW   | 1534028 WDPA: 165764 | OSM-Link zur Kartendarstellung: „Strickshute von Frechenhausen“                    | ⊙        | 34,89         | 1993  |
| Beim Sauheckelchen bei Lixfeld                   | BW   | 1534029 WDPA: 162363 | OSM-Link zur Kartendarstellung: „Beim Sauheckelchen bei Lixfeld“                   | ⊙        | 8,41          | 1994  |
| Im Wehr bei Breidenstein                         |      | 1534030 WDPA: 163891 | OSM-Link zur Kartendarstellung: „Im Wehr bei Breidenstein“                         | ⊙        | 14,17         | 1994  |
| Brießelserlen                                    |      | 1534031 WDPA: 162563 | OSM-Link zur Kartendarstellung: „Brießelserlen“                                    | ⊙        | 53,54         | 1995  |
| Momberger Bruchwiesen und Lohgrund bei Mengsberg | BW   | 1534032 WDPA: 164654 | OSM-Link zur Kartendarstellung: „Momberger Bruchwiesen und Lohgrund bei Mengsberg“ | ⊙        | 59,38         | 1996  |
| Kleine Lummersbach bei Cyriaxweimar              |      | 1534033 WDPA: 318662 | OSM-Link zur Kartendarstellung: „Kleine Lummersbach bei Cyriaxweimar“              | ⊙        | 138,25        | 1997  |
| Sandsteinbruch am Hollenberg                     |      | 1534034 WDPA: 319047 | OSM-Link zur Kartendarstellung: „Sandsteinbruch am Hollenberg“                     | ⊙        | 4,81          | 1998  |
| Legende für Naturschutzgebiet                    |      |                      |                                                                                    |          |               |       |

## Teilflächen
Ein Naturschutzgebiet liegt nur mit einem Teil seiner Fläche im Landkreis Marburg-Biedenkopf.
| Name                          | Bild | Kennung              | Kreis                                            | Einzelheiten                                              | Position | Fläche Hektar | Datum |
| ----------------------------- | ---- | -------------------- | ------------------------------------------------ | --------------------------------------------------------- | -------- | ------------- | ----- |
| Josbachtal bei Lischeid       | BW   | 1634022 WDPA: 163953 | Schwalm-Eder-Kreis, Landkreis Marburg-Biedenkopf | OSM-Link zur Kartendarstellung: „Josbachtal bei Lischeid“ | ⊙        | 21,21         | 1990  |
| Legende für Naturschutzgebiet |      |                      |                                                  |                                                           |          |               |       |